# Milha quadrada
Uma milha quadrada (sq mi ou mi²) é uma unidade de medida imperial (do sistema estabelecido pelo British Weights and Measures Act de 1824, que foi subsequentemente simplificado, e que viera em substituição aos chamados Padrões de Winchester, em vigor desde a Inglaterra Elizabetana de fins do século XVI) na figura de um quadrado, o comprimento de cada um de cujos lados mede, precisamente, uma milha (1,609344 quilômetros). Uma milha quadrada corresponde a aproximados dois milhões e quinhentos mil metros quadrados (2,5 km², ou 2.500.000 m²) — exatos 2,589988110336 km² —, e também, nas unidades de medida seguintes, a:
- 4.014.489.600 polegadas quadradas
- 27.878.400 pés quadrados
- 3.097.600 jardas quadradas
- 102.400 rods quadrados
- 2.560 roods
- 640 acres
- 4 homesteads
- 0,111111111111111 léguas quadradas

A unidade da milha quadrada é largamente empregada nos Estados Unidos e no Reino Unido — países onde o quilômetro quadrado praticamente não é utilizado — e, em menor grau, também no Canadá.